# 에즐 토예

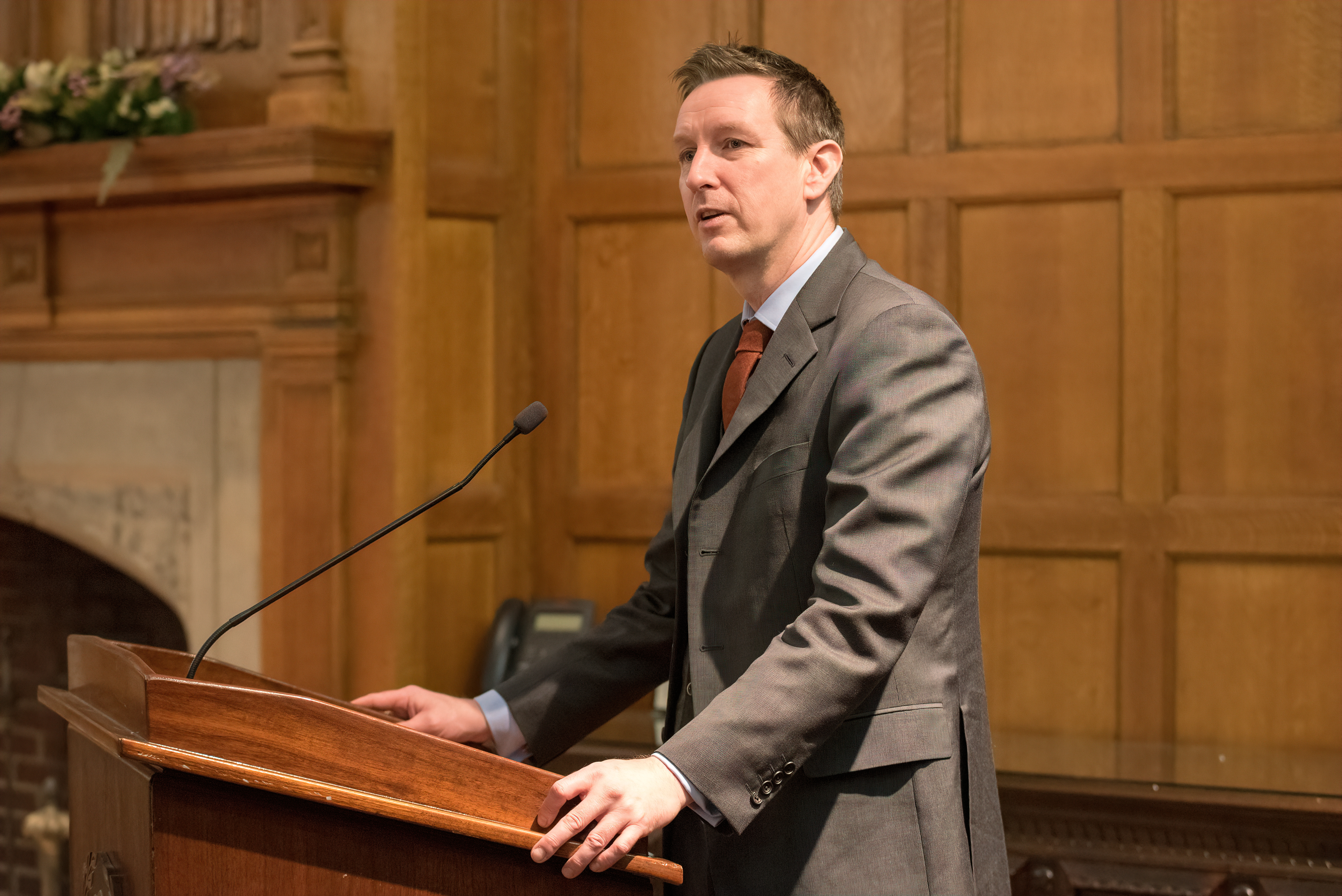

에즐 토예(Asle Toje, 1974년 2월 16일~)는 노르웨이 노벨위원회 위원(2018-2023)이다. 그는 외교 정치학자이며 2009년부터 노벨평화상 위원회에 합류할 때까지 노르웨이 노벨연구소 연구실장으로 활동하였다. Dagens Næringsliv (노르웨이 경제전문 일간경제), Minerva, Morgenbladet (노르웨이 주간신문) 등 여러 신문의 정기 칼럼니스트로서 외교 정책 이슈에 대한 견해를 밝히고 있다. 그는 신고전적 현실주의 지지자이며 노르웨이 외교 정책 담론에서 민주주의, 시장 경제, 법치주의 및 보수주의의 옹호자이다. 토예는 최근 몇 년간 핵 군축, 평화 및 지정학이 교차하는 문제에 대한 연구에 대부분의 시간을 쏟고 있다.

## 학력
에즐 토예는 오슬로와 트롬쇠에 있는 대학교에서 교육을 받았으며 2006년 케임브리지대학교 펨브로크 칼리지에서 국제관계학 박사학위를 취득했다. 2004-2005년 컬럼비아 대학교 공공정책대학원에서 박사 펠로우십 프로그램을 이수했으며, 2007-2008년에는 노르웨이국방연구소에서 연구원으로 일했다.
저서로는 『스몰 파워로서의 유럽 연합』(2010년), 『중국의 부상은 평화로운가? 이론, 역사, 정치 및 미래의 관점에서 보는 강대국의 부상』(2018년)과 『평화의 원인: 우리가 이제야 아는 것들』(2019년) 등이 있다.